# Culicia fragilis
Culicia fragilis är en korallart som beskrevs av Auguste Jean Baptiste Chevalier 1971. Culicia fragilis ingår i släktet Culicia och familjen Rhizangiidae. Inga underarter finns listade i Catalogue of Life.